# Operación Tiderace
La Operación Tiderace era el nombre en clave del plan británico para retomar Singapur tras la rendición japonesa en 1945. La fuerza de liberación estaba dirigida por Louis Mountbatten, Comandante Supremo Aliado del Comando del Sudeste Asiático. La Operación Tiderace se inició en coordinación con la Operación Zipper, que implicó la liberación de Malasia.

## Antecedentes
Con la invasión soviética de Manchuria y una invasión estadounidense planificada de Japón, el Comando del Sudeste Asiático también estaba elaborando planes para invadir Malasia, cuyo nombre en código era Operación Zipper. Con más de 100.000 hombres, el plan era capturar Port Swettenham y Port Dickson, e implicaría un ataque aéreo de más de 500 aviones de la Royal Air Force. El asalto estaba programado para el 9 de septiembre de 1945, pero se detuvo tras la rendición de Japón el 15 de agosto de 1945. Una vez que el alojamiento estuvo seguro, los Aliados habrían iniciado la Operación Mailfist, durante la cual las fuerzas terrestres avanzarían hacia el sur a través de Malasia y liberarían Singapur. Se esperaba que la Operación Mailfist comenzara en diciembre de 1945 y concluyera en marzo de 1946.
La Operación Tiderace se planeó poco después de los bombardeos atómicos de Hiroshima y Nagasaki el 6 y 9 de agosto. Se preparó una planificación de emergencia para la rápida ocupación de Singapur en una fecha próxima si Japón aceptaba los términos de la Declaración de Potsdam del 26 de julio.
Si bien la Operación Zipper se ejecutó antes de lo previsto, lo hizo a una escala mucho menor, tras haber transferido rápidamente una proporción de su fuerza original a la Operación Tiderace. El convoy constaba de unos 90 barcos, que incluían dos acorazados, el HMS Nelson y el acorazado francés Richelieu. El crucero pesado HMS Sussex sirvió como buque insignia. El HMAS Hawkesbury fue el único buque de guerra australiano durante la rendición japonesa, escoltando el transporte Duntroon. Una fuerza naval británica más pequeña recibió la tarea de liberar Penang bajo la Operación Jurista, un componente de la Operación Zipper en general.
Había un total de siete portaaviones de escolta: HMS Ameer, HMS Attacker, HMS Emperor, HMS Empress, HMS Hunter, HMS Khedive y HMS Stalker.
La flota naval japonesa en Singapur estaba formada por el destructor Kamikaze y dos cruceros, el Myōkō y el Takao, los cuales habían sido tan gravemente dañados previamente que estaban siendo utilizados como baterías antiaéreas flotantes. Dos ex-submarinos alemanes, I-501 e I-502 también estaban en Singapur. Ambos estaban amarrados en la Base Naval de Singapur. La fuerza aérea tanto en Malasia como en Sumatra se estimó en un poco más de 170 aviones.

## Regreso a Singapur
La Operación Tiderace comenzó cuando Mountbatten ordenó a las tropas aliadas que zarparan de Trincomalee y Rangún el 31 de agosto hacia Singapur. La flota no estaba armada con armas ofensivas, ya que Mountbatten tenía buenas razones para creer que los japoneses en Malasia y Singapur se rendirían sin luchar: el 20 de agosto, el general Itagaki Seishiro, el comandante en Singapur, había señalado a Mountbatten que cumpliría las normas de su emperador y estaba listo para recibir instrucciones para la rendición japonesa de Singapur.

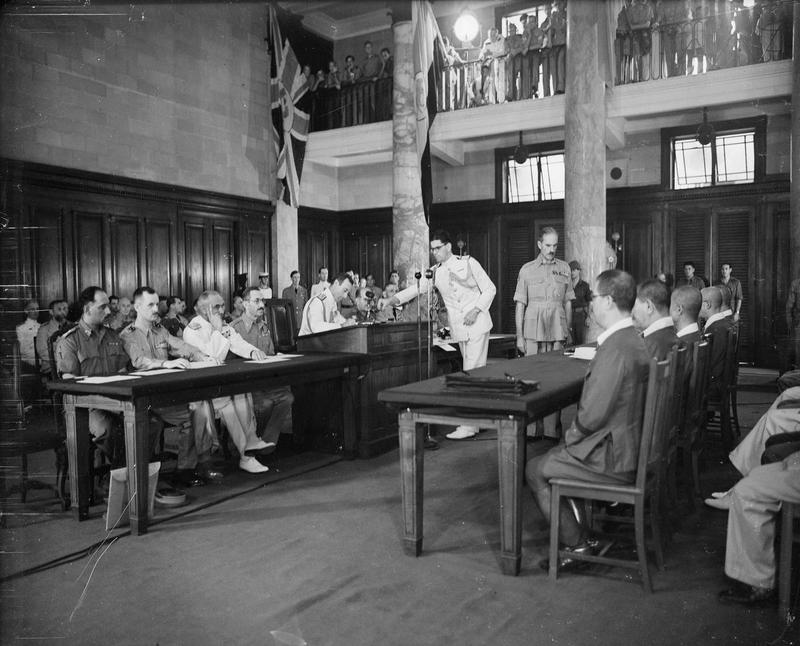
El almirante Louis Mountbatten firma la aceptación de la rendición de Gran Bretaña. El general de brigada (más tarde general) Thimayya (futuro jefe de personal del ejército indio) es visible en el extremo izquierdo de la mesa aliada que representa a las fuerzas indias. 12 de septiembre de 1945.

La derrota de Japón tomó por sorpresa al Mando Japonés en Singapur. Muchos no estaban dispuestos a rendirse y habían jurado luchar hasta la muerte. Itagaki inicialmente se había resistido a la orden de rendirse y, en cambio, ordenó al 25.º Ejército (el componente del 7.º Ejército Japonés de Área que defendía Singapur) que resistiera cuando llegaran los Aliados. Incluso había un plan secreto para masacrar a todos los prisioneros de guerra aliados en la isla. Sin embargo, tres días después del anuncio del Emperador el 15 de agosto, Itagaki voló de Singapur a Saigón para reunirse con su líder, el Mariscal de campo, el conde Terauchi, comandante del ejército del sur de Japón y todas las fuerzas en el sudeste asiático. Terauchi prevaleció sobre Itagaki, quien luego envió su señal a Mountbatten. Los periódicos de Singapur finalmente pudieron publicar el texto del discurso del Emperador, lo que confirma lo que muchos ya sabían al escuchar las transmisiones de All India Radio desde Delhi en radios prohibidas de onda corta.
Los aliados llegaron a Malasia el 28 de agosto, con una pequeña parte de la flota enviada para recapturar Penang como parte de la Operación Jurist. El 30 de agosto de 1945, un vuelo de 9 Catalinas de la RAAF aterrizó en Singapur con suministros médicos y documentos de personal en preparación para la rendición japonesa y la liberación de los miles de prisioneros de guerra en la isla. Cuando Penang se rindió sin resistencia tras la Operación Jurist, la flota aliada zarpó hacia Singapur el 2 de septiembre, pasando el faro de Raffles en la entrada sur del estrecho de Malaca. La flota llegó a Singapur el 4 de septiembre de 1945 sin encontrar oposición. Sin embargo, el acorazado francés Richelieu golpeó una mina magnética a las 07:44 del 9 de septiembre mientras pasaba por el estrecho de Malaca. Finalmente llegó a Singapur a las 12:00 del 11 de septiembre.
El general Itagaki, acompañado por el vicealmirante Shigeru Fukudome y sus ayudantes, fueron llevados a bordo del HMS Sussex en el puerto de Keppel para discutir la rendición. Fueron recibidos por el Teniente General Philip Christison y el general de división Robert Mansergh. Un encuentro tenso comenzó cuando un oficial japonés, según los informes, comentó: "Llegas dos horas tarde", solo para ser recibido con la respuesta: "No mantenemos el horario de Tokio aquí". A las 18:00, los japoneses habían entregado sus fuerzas en la isla. Se estima que se capturaron 77.000 soldados japoneses de Singapur, más otros 26.000 de Malasia.
La rendición formal finalizó el 12 de septiembre en el Ayuntamiento de Singapur. Louis Mountbatten, Comandante Supremo Aliado del Comando del Sudeste Asiático, llegó a Singapur para recibir la rendición formal de las fuerzas japonesas en el Sudeste Asiático de manos del General Itagaki en nombre del Mariscal de campo Hisaichi Terauchi, comandante del Grupo de Ejércitos del Sur de Japón que había sufrido un derrame cerebral. a principios de año. Se formó una Administración Militar Británica para gobernar la isla hasta marzo de 1946. Itagaki partió a Japón poco después para enfrentar el juicio y la ejecución como criminal de guerra.

## Reacción japonesa a la rendición
Itagaki se había reunido con sus generales y personal superior en su cuartel general en el antiguo Raffles College en Bukit Timah y les dijo a sus hombres que tendrían que obedecer las instrucciones de rendición y mantener la paz. Esa noche, más de 300 oficiales y hombres se suicidaron al caer sobre sus espadas en el Hotel Raffles después de una fiesta de despedida, y más tarde, todo un pelotón japonés se suicidó con granadas.
Unos 200 soldados japoneses decidieron unirse a las guerrillas comunistas contra las que estaban combatiendo días antes en un intento por continuar la lucha contra los británicos. Pero pronto regresaron a sus unidades cuando descubrieron que el MPAJA, que fue financiado por el Partido Comunista Malayo, no planeaba luchar contra los británicos que regresaban.
No obstante, algunos permanecieron ocultos en la jungla con los comunistas, y cuando Chin Peng y los restos del Partido Comunista Malayo terminaron su lucha en 1989, dos exsoldados japoneses emergieron de la jungla con los comunistas y se rindieron.

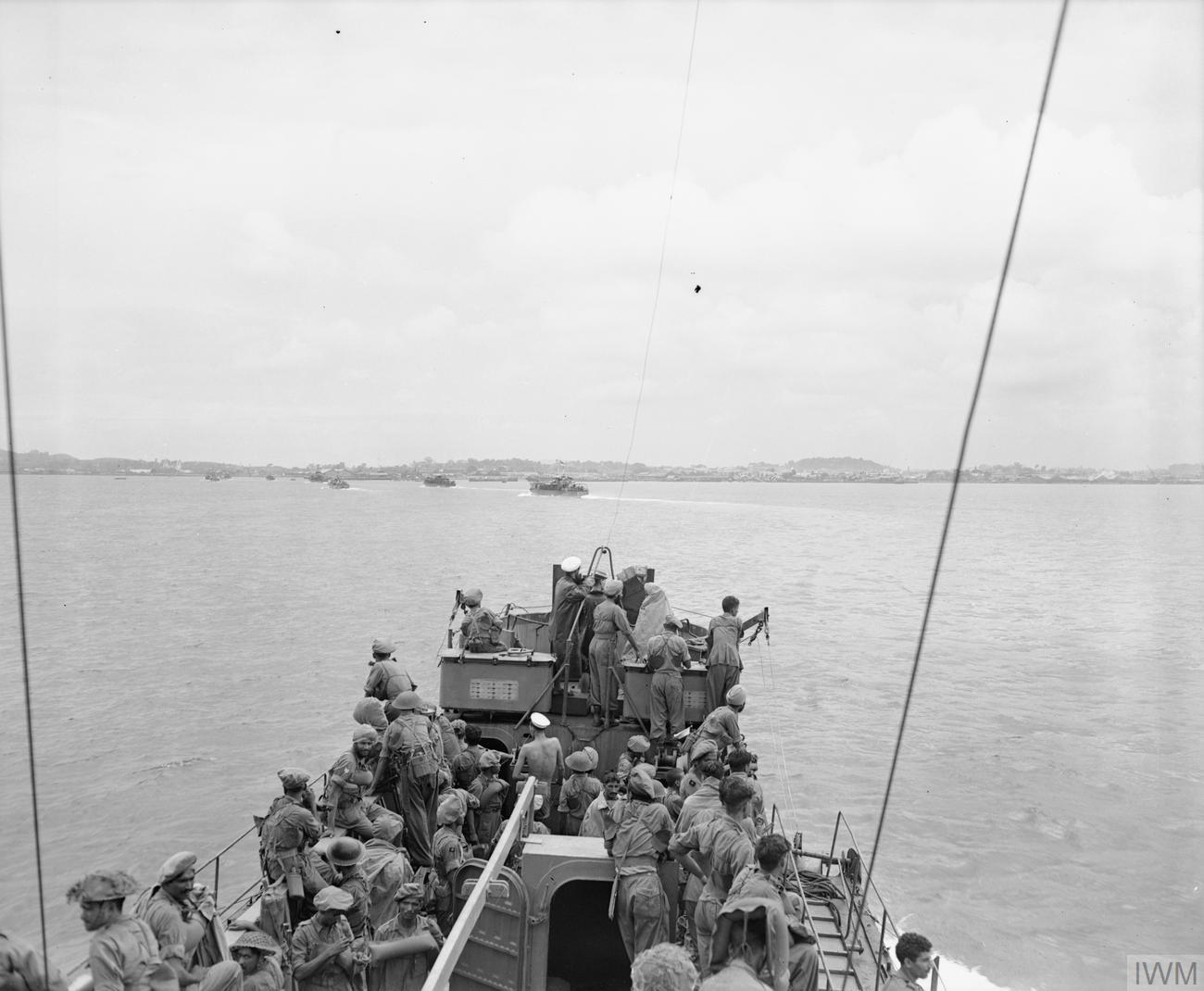
Un convoy de lanchas de desembarco que transportaban tropas indias entrando en la bahía de Singapur, 1945.
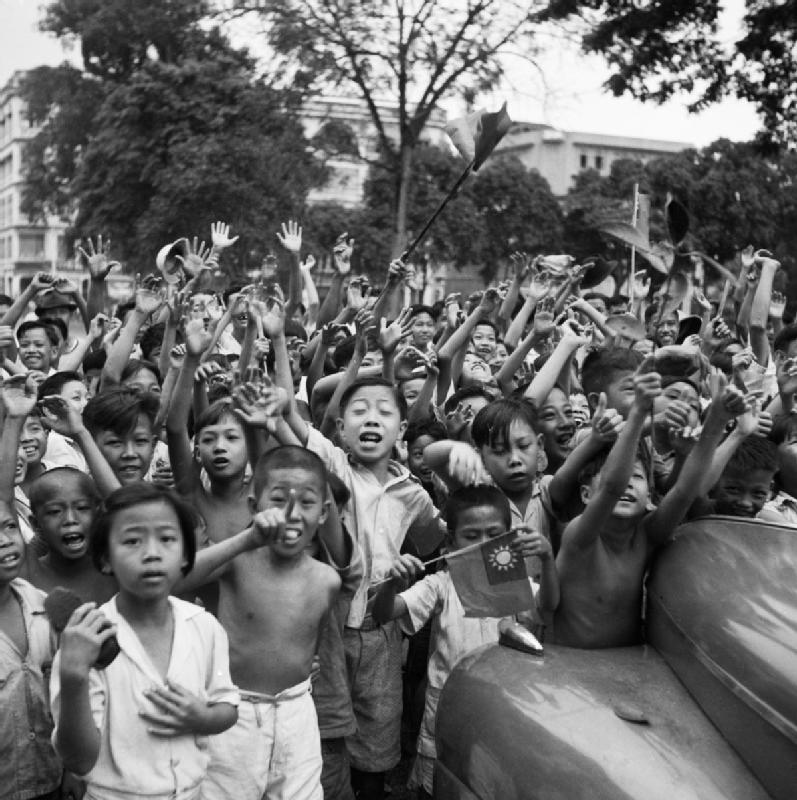
Los niños de Singapur aplauden la llegada de la 5.ª División India, el 5 de septiembre de 1945.
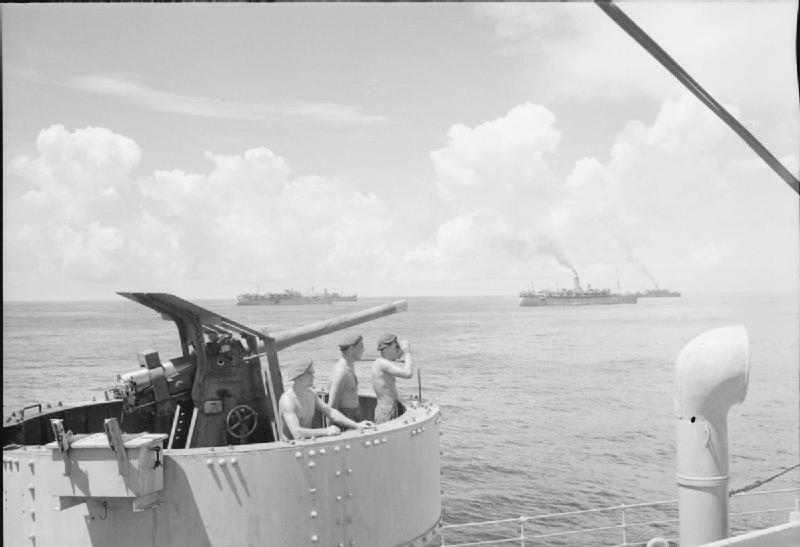
Barcos del convoy de ocupación en ruta a Singapur, agosto de 1945.
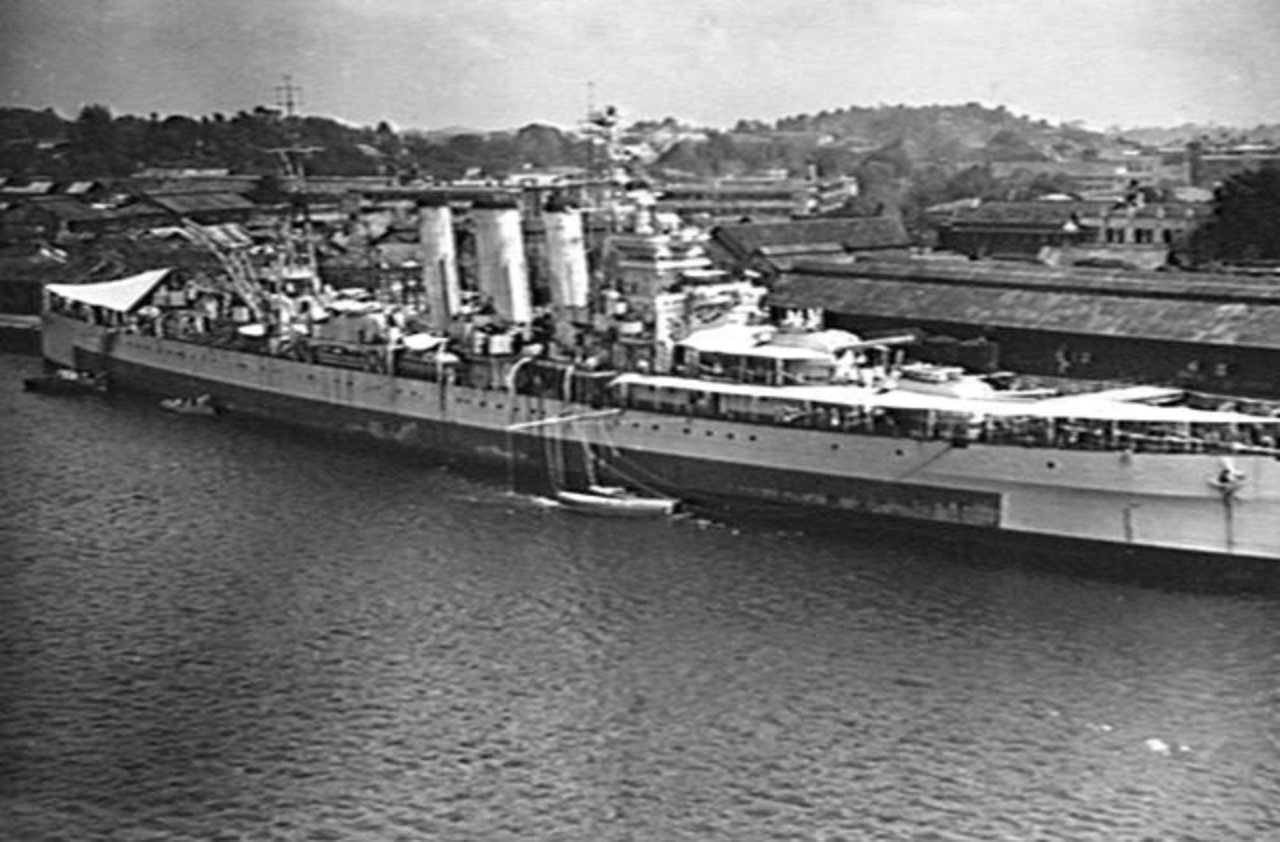
El HMS Sussex atracado en Singapur el 12 de septiembre de 1945.
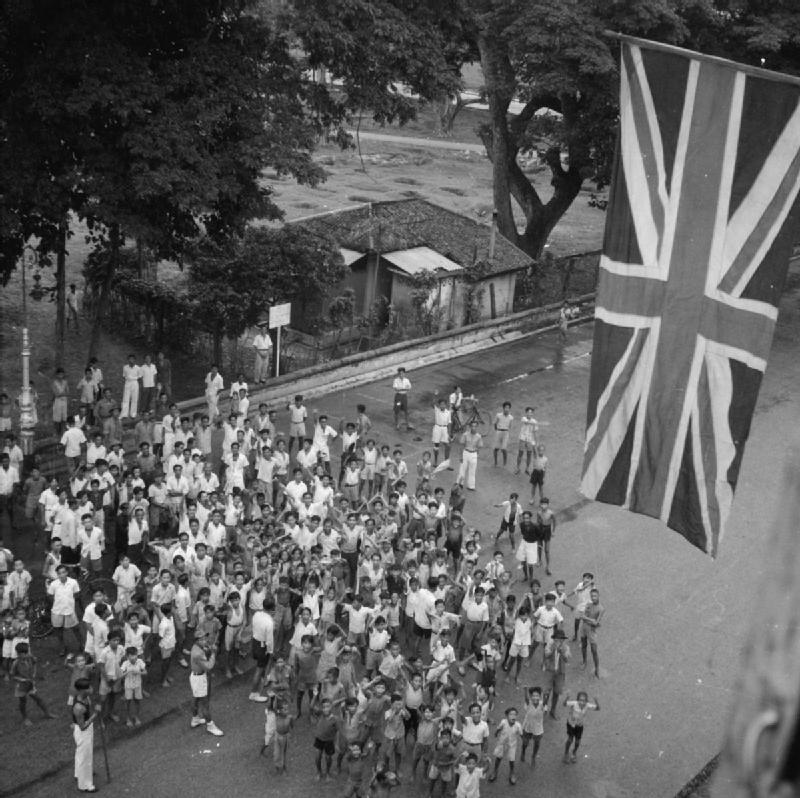
Los escolares dan la bienvenida al regreso del ejército británico el 5 de septiembre de 1945.
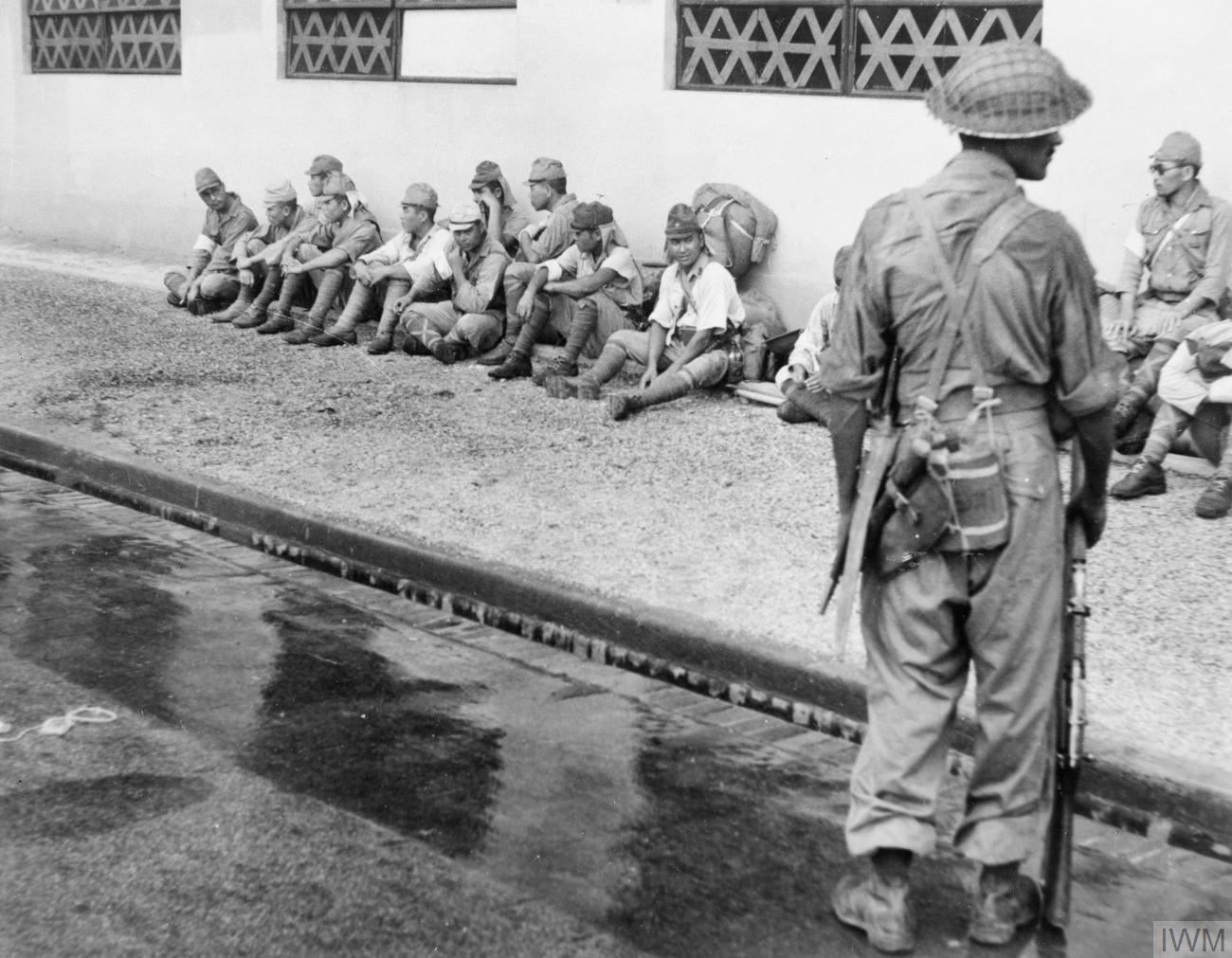
Un soldado de la 5.ª División India vigila a los prisioneros japoneses.
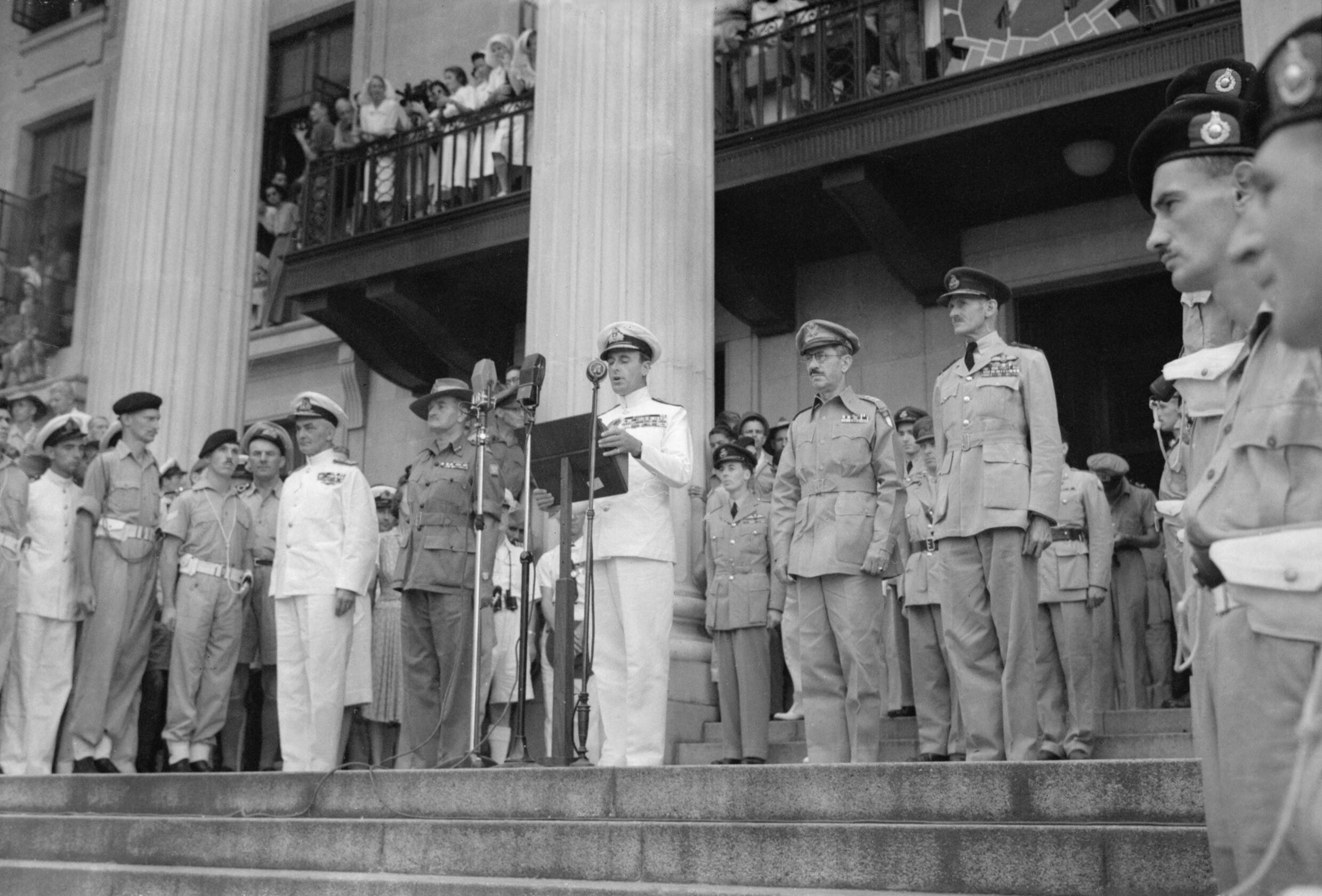
Mountbatten da un discurso público en Singapur durante la ceremonia de rendición.
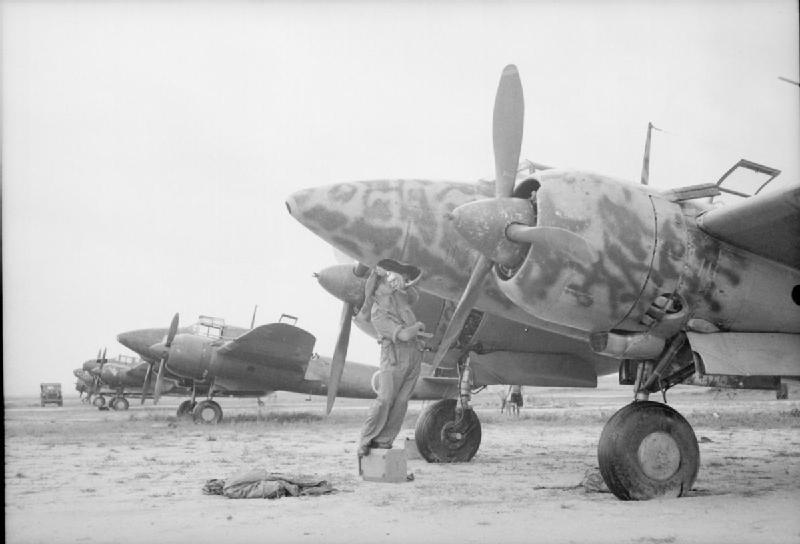
Cazas japoneses Ki-45 Toryu abandonados capturados en el aeródromo de Kallang.
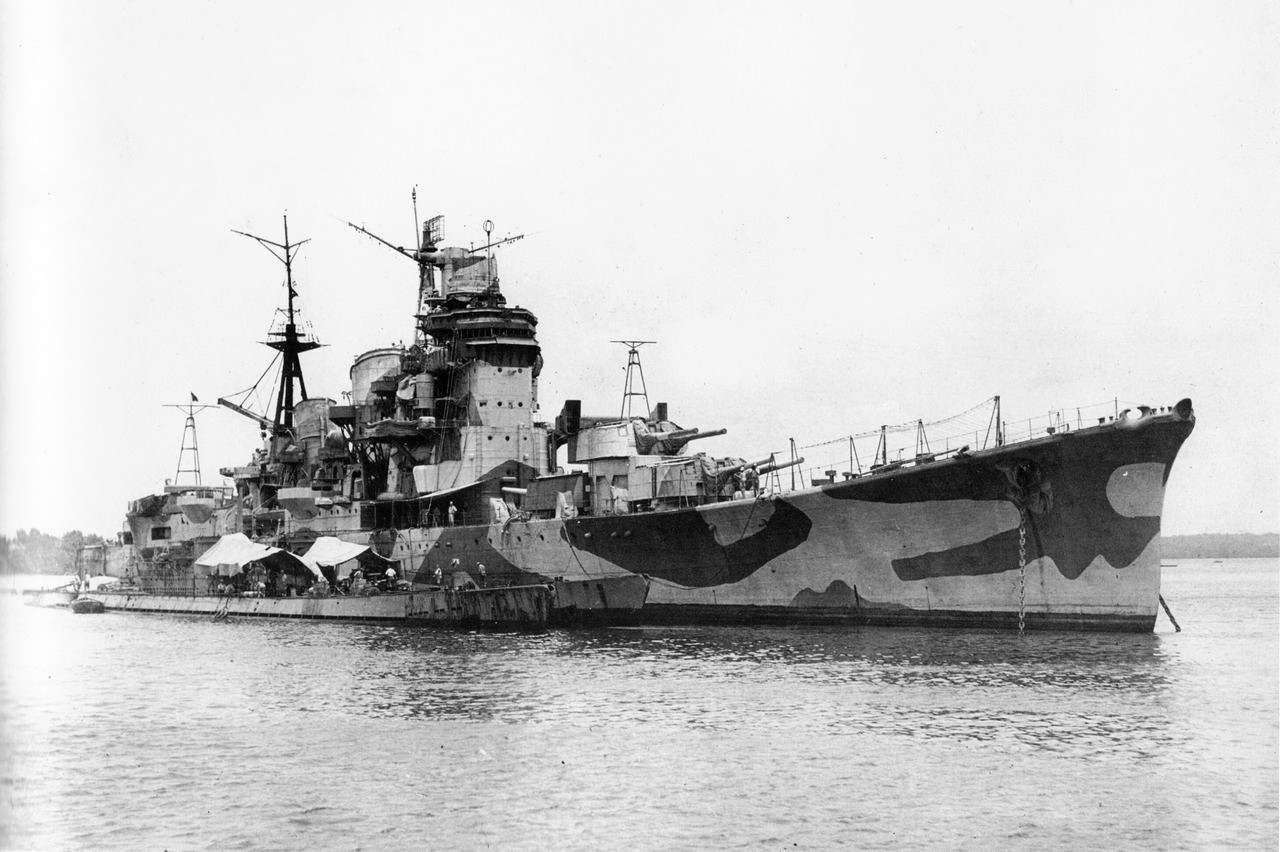
El crucero japonés Myōkō rendido amarrado en Seletar junto a los submarinos I-501 e I-502.
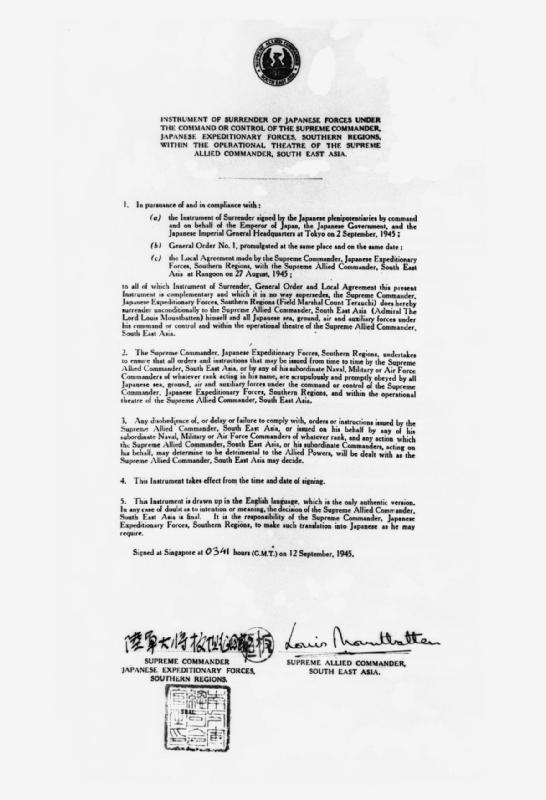
Documento de rendición firmado por el almirante Louis Mountbatten de los aliados y el general Itagaki de los japoneses.
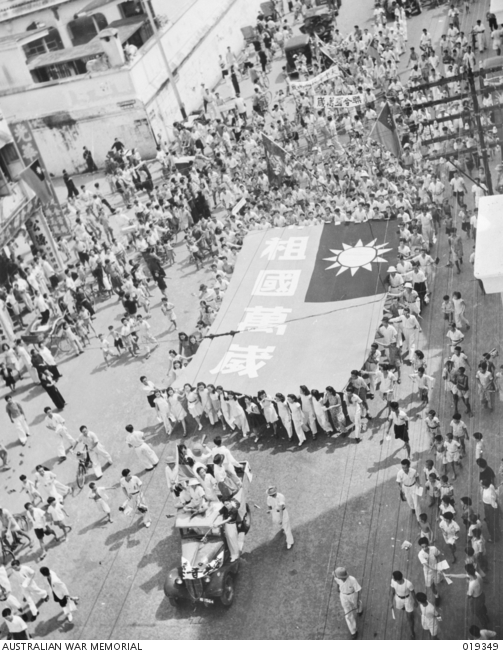
La comunidad china realiza celebraciones preliminares por las calles de la ciudad, con pancartas de liberación.
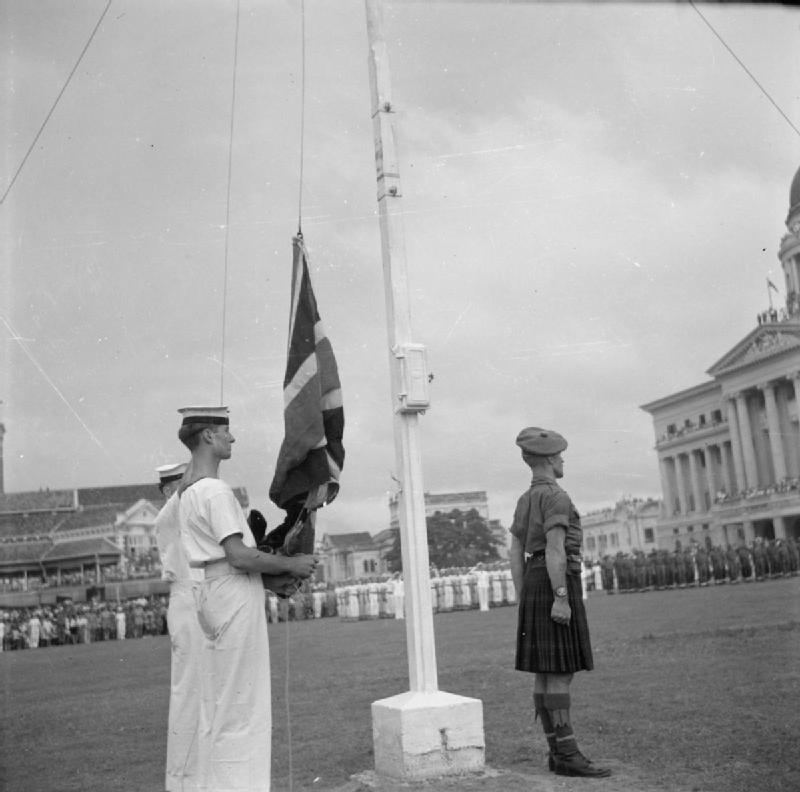
La Union Jack se iza durante la rendición formal de todos los ejércitos del sur de Japón.
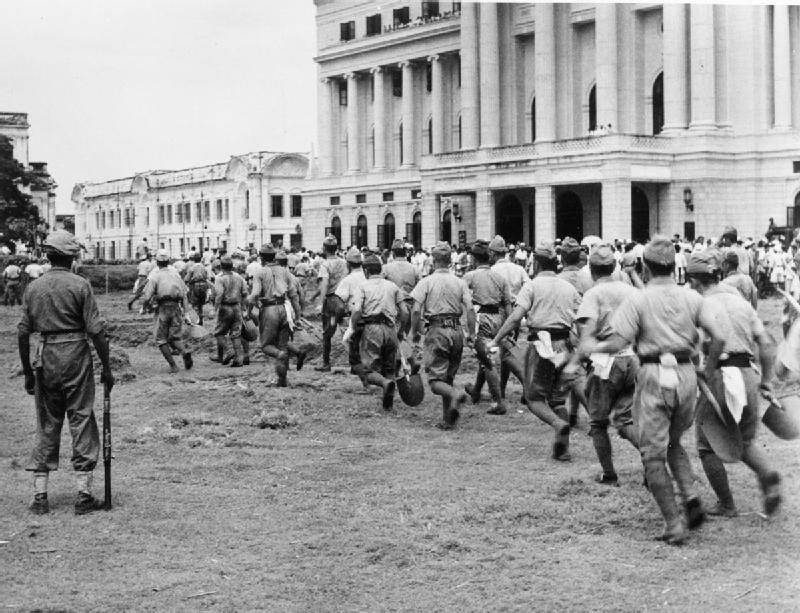
Prisioneros de guerra japoneses son llevados a trabajar donde los hacían limpiar la ciudad.
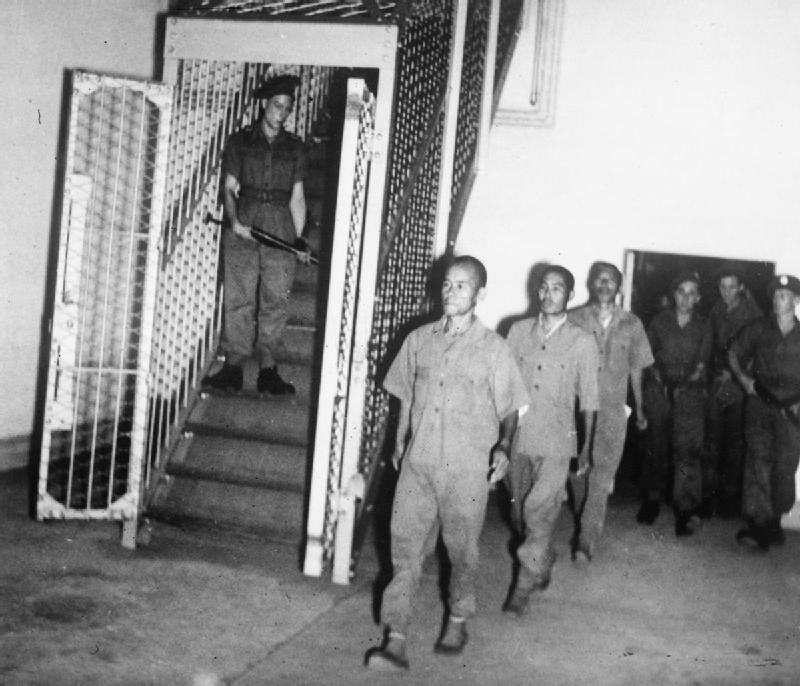
Tres de los criminales de guerra japoneses acusados son llevados a sus celdas debajo de la Corte Suprema en Singapur.